# Степанян, Калин Ервандович
Калин Ервандович Степанян (15 мая 1955, Шамхор — 3 августа 2024, Ростов-на-Дону) — советский и российский футболист, защитник; тренер.

## Биография
Выступал за команды низших лиг «Ревтруд» Тамбов (1977, 1979), «Машук» Пятигорск (1978), «Спартак» Орёл (1980—1983, 1988—1990), «Спартак» Орджоникидзе (1984—1987), «Автодор» / «Автодор-ОЛАФ» (1990—1992). В 1982 провёл одну игру за дубль московского «Спартака». Выступал за любительские команды Владикавказа «Арфан» (1994), «Альмарк», «Мастерс» (1995, 1997).
В 1992—1994 — тренер «Автодора». Работал главным тренером команд «Алания»-д Владикавказ (1995, 2001—2002), «Спартак» Анапа (1997, сыграл 6 матчей во второй лиге), «Эльхот» Эльхотово (1998, играющий тренер), «Витязь» Крымск (1999—2000, 2003), «Немком» Краснодар (2001), «Волгарь-Газпром» Астрахань (2004—2006), «Абинск» (2008—2009), «Машук-КМВ» Пятигорск (2009—2012), «Астрахань» (2012—2014), «Дружба» Майкоп (март — июнь 2015).
С сентября 2015 — главный тренер команды «Кобарт» Таганрог, играющей в чемпионате Ростовской области, с сентября 2017 — также главный тренер сборной Южного федерального университета. Окончил Северо-Осетинский государственный университет имени К. Л. Хетагурова в 1992 году.
Умер 3 августа 2024 года на футбольном поле в Ростове-на-Дону от сердечного приступа в возрасте 69 лет.
Сын Артур также футболист.